# Ocean ognia
Ocean Ognia (arab. محيط من النار) – legendarny wyścig, którego trasa liczyła 3000 mil. Odbywał się on na zlecenia bogatych szejków arabskich. Startowały w nim najlepsze wierzchowce arabskie i jeźdźcy z arystokratycznych rodów. Wyścig odbywał się raz na rok i prowadził przez pustynną część Arabii Saudyjskiej, Iraku i Syrii.
Brał w nim udział pierwszy obcokrajowiec Frank Hopkins, który według legendy wygrał na swym mustangu Hidalgo.
Wyścig pojawia się w filmie Hidalgo – ocean ognia, w którym główną rolę, czyli Franka T. Hopkinsa gra amerykański aktor Viggo Mortensen.